# Èter corona

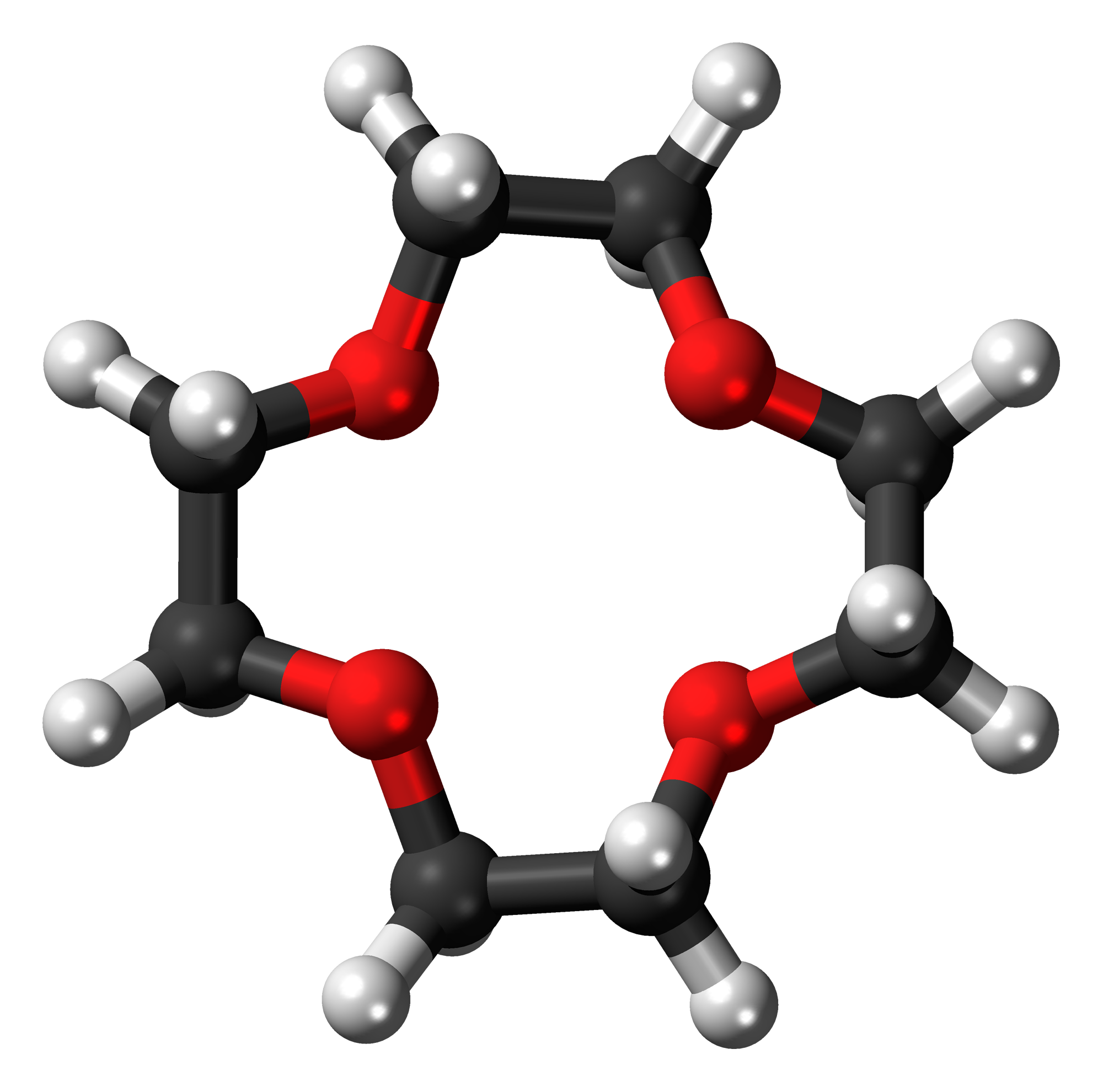
Model d'èter corona de 12 àtoms i 4 oxígens, anomenat 12-corona-4 i nom sistemàtic 1,4,7,10-tetraoxaciclododecà

Un èter corona és un tipus de polièter cíclic que té capacitat per coordinar-se amb ions metàl·lics i fer-los solubles en dissolvents orgànics. Tenen importància com a catalitzadors.
Els èters corona foren obtinguts per primer cop pel químic estatunidenc Charles J. Pedersen (1904-1989) que treballava a l'empresa Du Pont de Nemours a Wilmington, Delaware, EUA, el 1967. Per aquest descobriment rebé el Premi Nobel de Química el 1987. Fou Pedersen qui proposà en l'article de 1967 el nom de "composts corona" per aquests èters cíclics, ja que la seva estructura recorda la forma d'una corona.
Els èters corona són les molècules més simples que imiten el comportament dels enzims, els quals duen a terme transformacions químiques molt selectives. El pas primordial per exercir la seva funció és dur a terme un reconeixement molecular molt precís sobre una molècula o grup d'elles i no sobre altres. Els èters corona són capaços de reconèixer els cations alcalins en funció de la mida de la cavitat oxigenada de l'anell, que pot interaccionar atractivament amb la càrrega positiva del metall. Així el catió liti(1+) només encaixa en el 12-corona-4, el catió sodi(1+) en el 15-corona-5, i el potassi(1+) en el 18-corona-6.